# Trincity
Trincity ist eine Stadt in Trinidad und Tobago. Bei dem im Norden der Insel Trinidad gelegenen Ort handelt es sich um eine Planstadt.

## Lage
Trincity liegt im Norden der Insel Trinidad, mitten im East-West Corridor, der südlich der Northern Range von Westen nach Osten verlaufenden Metropolregion der Landeshauptstadt Port of Spain. Da Port of Spain im Norden durch die Northen Range und im Süden durch den Caroni Swamp begrenzt ist, weitete sich die Stadt im Laufe der Zeit nach Osten aus. Der dadurch entstandene East-West-Corridor ist so dicht besiedelt, dass früher eigenständige Städte heute fließend ineinander übergehen und eher den Charakter von Stadtteilen der Hauptstadt-Agglomeration haben. Formell sind sie jedoch weiterhin unabhängig. Trincity grenzt im Westen an Tacarigua, im Osten an Arouca und im Südosten an Piarco. Im Norden erheben sich die Berge der Northern Range.

## Geschichte
Auf dem Gebiet des heutigen Trincity befanden sich ursprünglich Zuckerrohrplantagen, die noch auf die Kolonialzeit zurückgingen. In den 1960er-Jahren trafen zwei Entwicklungen aufeinander: Der Anbau von Zuckerrohr war nicht mehr rentabel, und die Bevölkerungszahl von Port of Spain hatte mit knapp 100.000 einen historischen Höchststand erreicht. Auf Initiative der Plantagenbesitzer wurde eine Firma gegründet, die Agrarland in Siedlungsland umwandelte und erste kleinere Planstädte errichtete, um Hauptstädtern bezahlbares Wohneigentum zu verkaufen. Die Firma wechselte mehrmals den Eigentümer und wurde dabei Ende der 1970er-Jahre in Home Construction Limited (HCL) umbenannt. Planung und Bau des Kerns der heutigen Stadt erfolgten in den 1980er-Jahren durch die Firma Home Construction Limited. Die Firma folgte bei der Planung dem Gedanken des New Urbanism. Bei fast allen Wohngebäuden handelt es sich um einstöckige Einfamilienhäuser. 1984 eröffnete HCL die Trincity Mall, die heute noch ein bekanntes Wahrzeichen der jetzigen Stadt ist.

## Gliederung
Die kleinste Verwaltungseinheit Trinidads ist die community, vergleichbar einer deutschen Ortschaft. Trincity gliedert sich in die Communitys Dinsley und Trincity.
| Community | Einwohner |
| --------- | --------- |
| Dinsley   | 2667      |
| Trincity  | 1585      |
| Summe     | 4252      |

Auf Landesebene gehört die Stadt zum Wahlbezirk Arouca/Maloney, Abgeordnete des Wahlbezirks im Repräsentantenhaus ist seit den Wahlen 2015 Camille Robinson-Regis (PNM), die auch Ministerin für Planung und Entwicklung ist. Auf kommunaler Ebene gehört Trincity zum Wahlbezirk Macoya/Trincity, auch hier gewann bei den Kommunalwahlen 2016 die PNM.

## Wirtschaft und Verkehr

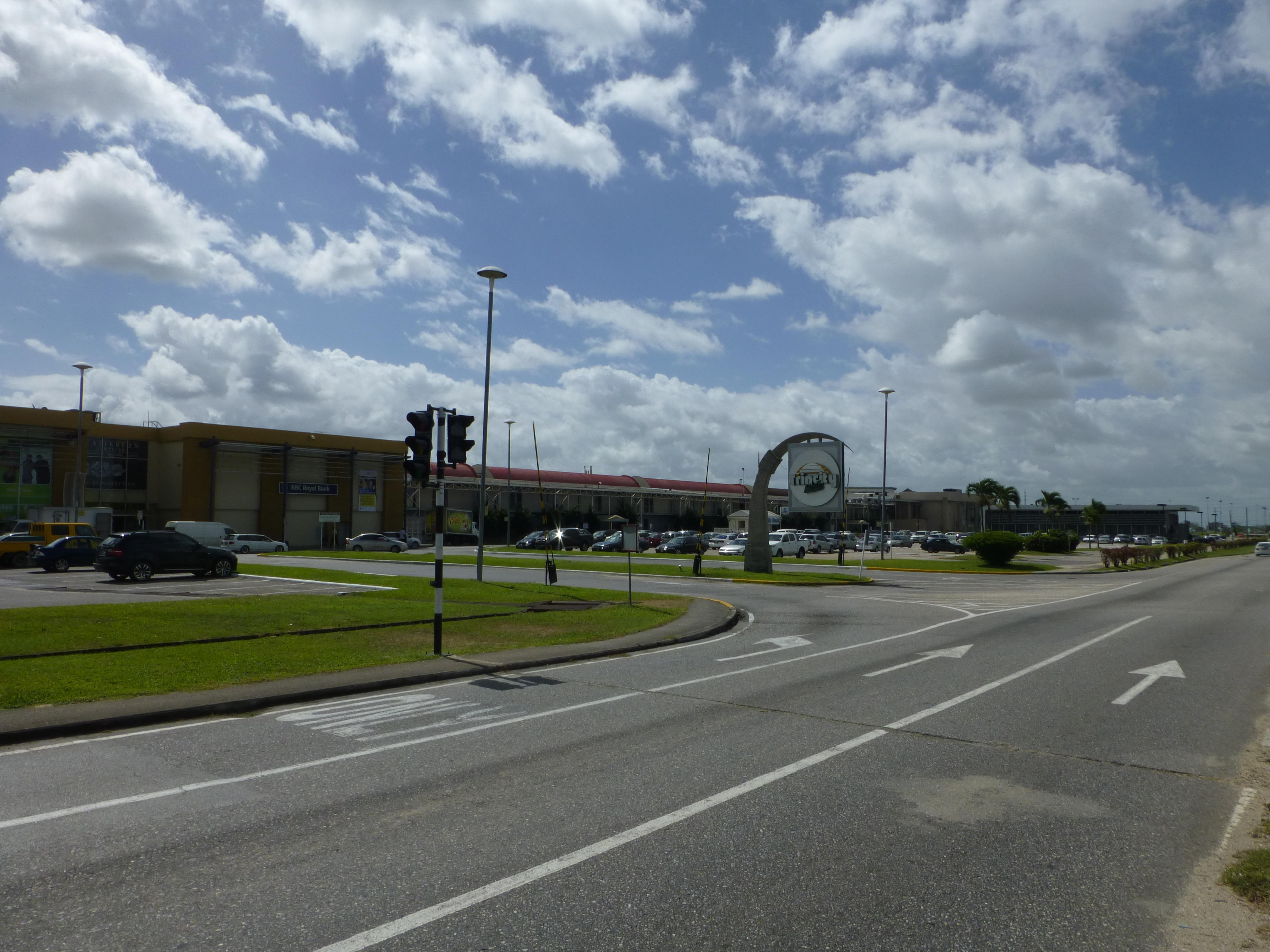
Trincity Mall Nord

Trincity ist eine Wohnstadt ohne nennenswerte Industrie. Über die Stadt verteilt haben sich Dienstleistungs- und Gastronomiebetriebe angesiedelt. Ein zentraler Wirtschaftsfaktor ist die Trincity Mall, das mit 185.000 m² Grundfläche größte Einkaufszentrum der Karibik. Das Einkaufszentrum zählte 2014 über fünf Millionen Besucher. Die landesweit tätige Supermarktkette Tru Valu hat ihren Sitz in Trincity.
Trincity verläuft zwischen den beiden wichtigsten Ost-West-Achsen des trinidadischen Schnellstraßennetzes, dem Churchill Roosevelt Highway und der Eastern Main Road. Der größte Flughafen des Landes, der Piarco International Airport, befindet sich drei Kilometer südöstlich der Stadt bei Piarco.

## Einrichtungen
Mit den Casselton Gardens und den Squadron Grounds verfügt die Stadt über zwei kleinere Grünflächen, von denen letztere auch für Fußballspiele genutzt wird. An die Stadt grenzt im Südosten das großzügige Areal des Millenium Golf Club an.
Trincity verfügt mit der Bishop Anstey High School East über eine weiterbildende Schule und mit der Dinsley Government Primary School über eine Grundschule. Einer von drei Campus des Weiterbildungsinstituts SBCS befindet sich in der Stadt, ebenso ein Campus des College of Science, Technology and Applied Arts of Trinidad and Tobago (COSTAATT). 
Die Parang-Band Los Amigos Cantadores, die bei mehreren nationalen Wettbewerben Preise errang, hat ihren Sitz in Trincity. Der Frauenfußballverein Trincity Nationals wurde 2016 trinidadischer Meister der Frauen.

## Persönlichkeiten
- Kevin Jeffrey (* 1974, Fußballspieler)
- Kelvin Jack (* 1976, Fußballspieler)
- Julieon Raeburn (* 1978, Leichtathlet)